# اکسیاتا
اکسیاتا (به انگلیسی: Axiata) شرکت مخابرات مالزیایی است، که در زمینه سرمایه‌گذاری و ارائه شبکه تلفن همراه و خدمات اینترنتی فعالیت می‌کند.
شرکت اکسیاتا در سال ۱۹۹۲ تأسیس شد و در حال حاضر دارای سرمایه‌گذاری در اپراتورهای تلفن همراه کشورهای مالزی، اندونزی، سری‌لانکا، بنگلادش، کامبوج، هند، سنگاپور و ایران می‌باشد.
دفتر مرکزی این شرکت در شهر کوالالامپور قرار دارد و بخشی از سهام آن در بازار بورس مالزی معامله می‌شود.
شرکت آکسیاتا در سال ۱۹۹۴ نخستین شبکه تلفن همراه اعتباری را در ایران (شهر اصفهان) راه‌اندازی کرد. این شرکت هم‌اکنون نیز دارای سهام در شرکت مخابرات سیار اصفهان است.